# Eraser
Eraser (prt: Eraser; bra: Queima de Arquivo) é um filme de ação estadunidense de 1996 dirigido por Chuck Russell e estrelado por Arnold Schwarzenegger, James Caan, James Coburn, Robert Pastorelli e Vanessa L. Williams. O filme acompanha um agente do Serviço de Delegados dos Estados Unidos do programa de proteção que é encarregado de proteger uma testemunha-chave que testemunha sobre um acordo ilegal com armas e é forçado a lutar contra seus ex-aliados interessados em venderem um fuzil revolucionário. A função do protagonista é de esconder o passado da pessoa protegida e criar para ela uma nova identidade.
O diretor Chuck Russell e o ator Arnold Schwarzenegger estavam originalmente trabalhando em outro projeto juntos quando Eraser foi trazida à sua atenção. Russell estava animado com as possibilidades que o filme poderia trazer entre o ator e o personagem: "Eu vejo Arnold como muitas outras pessoas fazem - como um mítico ser impressionante - e é isso que o personagem de John Kruger. O personagem e o roteiro está firmemente baseada na realidade, eu amei a ideia de um personagem de proporções míticas com um forte senso de dever, honra e praticamente qualquer coisa para proteger uma testemunha. Eu estava animado para fazer um filme com esse personagem heroico". Produtor Arnold Kopelson também queria lançar Schwarzenegger no papel de "The Eraser", tendo conversado com o ator sobre trabalhar em outros projetos antes. Vanessa Williams seria escalada como a principal personagem feminina, Lee Cullen, a principal testemunha que o Eraser deve proteger. Williams chamou a atenção dos Kopelsons quando Maria Shriver, a esposa de Arnold Schwarzenegger, sugeriu-a para o papel. Para interpretar o personagem DeGuerin (o mentor de Kruger e o principal antagonista sociopata), os cineastas queriam um ator que pudesse "transmitir inteligência, habilidade e magnetismo", uma versão mais madura do personagem Kruger", eles lançariam James Caan nesse esse papel. Antes de Caan ser oficialmente escalado, Jonathan Pryce também foi considerado para o papel. O roteiro foi inicialmente o trabalho de Tony Puryear, que tinha experiência em comerciais de televisão e videoclipes de rap. Os escritores Walon Green e Michael S. Chernuchin já haviam trabalhado juntos no drama de televisão Law & Order. Reescritas extensas e sem crédito foram feitas por Frank Darabont e William Wisher Jr. (Terminator 2: Judgment Day). Reescritos adicionais foram feitos por John Milius como um favor a Schwarzenegger.
Eraser começou a filmagem principal em Nova York, locais incluem a Estação ferroviária de Harlem em South Bronx, a zona de “Sheep Meadow” no Central Park e Chinatown em Manhattan. Após a filmagem em Nova York, a produção mudou-se para Washington D.C.. Para a sequência de ação que acontece com os crocodilos do New York City Zoo, os interiores foram construídos nos estúdios da Warner Bros. Studios em Burbank, Califórnia. O roteiro passou por vários rascunhos com alguns dos mais proeminentes roteiristas do ramo, com uma grande quantidade de trabalhos de doutorado em script sem créditos sendo feitos por Graham Yost e William Wisher.
O "canhão elétrico" apresentado no filme como um dispositivo de enredo chave, Schwarzenegger fala sobre o assunto: "Nós prestamos muita atenção para fazer o público sentir o perigo desta arma, que qualquer um pode estar fora de seu casa, olhando diretamente através das paredes. Isso realmente deixa você longe de se esconder". O nome original das corporações Cyrez era "Cyrex". No entanto, Cyrix, uma corporação de microprocessadores e rival da Intel, protestou, sendo que todas as falas onde a empresa era citada foram dubladas pelos atores e os logotipos que surgem no filme foram alterados digitalmente. Alguns exemplos do logotipo "Cyrex" ainda são visíveis no filme finalizado.
O filme foi um sucesso comercial, arrecadando mais de US$ 242 milhões contra um orçamento de US$ 100 milhões. Ele recebeu críticas mistas dos críticos, mas elogiaram as performances de Williams e Schwarzenegger, as sequências de ação e os efeitos visuais. Foi lançado nos Estados Unidos em 21 de junho de 1996 e foi indicado na categoria de melhor edição de som no Oscar 1997. Alan Silvestri recebeu em 1997 o prêmio Broadcast Music, Inc. Film & TV Award de melhor música pela trilha sonora de Eraser. Foi também um dos primeiros grandes filmes lançados em DVD, fazendo parte da linha de lançamento japonesa da Warner Home Video em 20 de dezembro de 1996.
Baseado em 48 avaliações coletadas por Rotten Tomatoes, o filme tem uma classificação geral de aprovação de críticos de 35% e uma pontuação média de 5/10. As audiências pesquisadas pelo CinemaScore deram ao filme uma nota média de "A-" na escala A+ a F. Uma crítica mais positiva veio de Roger Ebert, que deu ao filme 3 estrelas de um total de 4 possíveis. Ele escreveu que havia tantos buracos de enredo que "ajuda a ter pouca atenção", mas que Eraser não deixa de ser "realmente bom". diversão de ação, com acrobacias espetaculares e efeitos especiais "e uma performance espirituosa de Williams" correndo e pulando e lutando e atirando e chutando e gritando e sendo amarrado a cadeiras e contrabando de discos de computador e está ótimo".

## Resumo
John Kruger (Arnold Schwarzenegger) é um agente do governo norte-americano especialista em proteger testemunhas que estão sob perseguição, destroem o seu passado para assegurar o seu futuro. As coisas acabam por se complicar quando ele assume o caso de uma testemunha-chave (Vanessa Williams), que sabe tudo sobre uma firma de armamento muito poderosa que planejou e desenvolveu a mais revolucionária e tecnológica arma de guerra e pretende vendê-la a terroristas no mercado negro.
Esta arma, se cair nas mãos erradas, poderá lançar o pânico e o terror na população, pois ela consegue obter resultados fantásticos, só imagináveis nos filmes de ficção científica, que através de um raio supersônico que ultrapassa obstáculos, bem como paredes de betão e ainda consegue-se ver através dos corpos das pessoas.
Com a firma comprando importantes agentes do governo, estão dispostos a tudo, desde usar todas as técnicas para efetuar o negócio e também matar Kruger como a testemunha, dando início a uma espectacular perseguição na busca do poder absoluto.

## Elenco
- Arnold Schwarzenegger como US Marshal John Kruger
- James Caan como US Marshal Robert DeGuerin
- Vanessa Williams como Dra. Lee Cullen
- James Coburn como chefe da WITSEC Arthur Beller
- Robert Pastorelli como Johnny Casteleone
- James Cromwell como William Donohue
- Danny Nucci como Detetive Monroe
- Andy Romano como subsecretário de defesa Daniel Harper
- Joe Viterelli como Tony Two-Toes
- Olek Krupa como Sergei Ivanovich Petrovsky
- Gerry Becker como Morehart
- Nick Chinlund as Agente Calderon
- Michael Papajohn como Agente Schiff
- K. Todd Freeman como Agente Dutton
- Mark Rolston como J. Scar
- John Slattery como Agent Corman
- Robert Miranda como Frediano
- Roma Maffia como Claire Isaacs
- Tony Longo como Little Mike
- John Snyder as Sal
- Rick Batalla como Kevin, the Bartender
- Skipp Sudduth como Watch Commander
- Sven-Ole Thorsen como one of Petrofsky's guards
- Denis Forest como Cyrez's system administrator
- Patrick Kilpatrick como James Haggerty, Head of Cyrez Security